# 崔國因
崔国因（1831年—1909年），字惠人，號宣叟，安徽省太平县（今黄山市黄山区）甘棠人。清朝外交官。

## 生平
崔国因幼年家庭贫困，后来获得族人的资助才上学。后来他中秀才，经堂侄崔澄的举荐，他到安庆李鸿章府担任塾师，受到李鸿章赏识。同治九年（1870年）他中举人，同治十年（1871年）中进士，为翰林院庶吉士，授翰林院侍读，后授国史馆编修。光绪十五年三月（1889 年），他出使美国、日斯巴尼亚（今译作西班牙）、秘鲁。光绪十八年十二月，他任满回国。
归国后，他弃官经商，居住在安徽芜湖。

## 著作
- 《出使美日秘三国日记》[1]

## 逸事
早年游览黄山时，他曾经于始信峰峰顶题刻有《游黄山宿狮子林》七律二首，后来他捐钱在狮子峰下建了狮子林精舍。